# 弗利斯特
弗利斯特（荷蘭語：Vlist，荷蘭語：[vlɪst] ⓘ）是荷兰南荷兰省的一个旧市镇。2004年人口9,803。面积56.52 km²，其中2.73 km²为水域。2015年1月1日，弗利斯特与市镇下莱克、奥德凯尔克、贝赫安巴赫特和斯洪霍芬合并为新市镇克林珀讷瓦尔德（Krimpenerwaard）。